# Acanthophrynus coronatus
Genre
Espèce
Synonymes
- Genre Acanthophrynus :
  - Phrynopsis Pocock, 1894 nec Fitzinger, 1843
- Espèce A. coronatus :
- Phrynus coronatus Butler, 1873
- Phrynopsis spinifrons Pocock, 1894

Acanthophrynus coronatus, unique représentant du genre Acanthophrynus, est une espèce d'amblypyges de la famille des Phrynidae.

## Distribution
Cette espèce se rencontre au Mexique en Oaxaca, au Guerrero, au Michoacán, au Colima, au Jalisco, au Guanajuato, au Nayarit, au Sinaloa, au Durango, en Basse-Californie du Sud et au Sonora et aux États-Unis en Californie et en Arizona,.

## Description

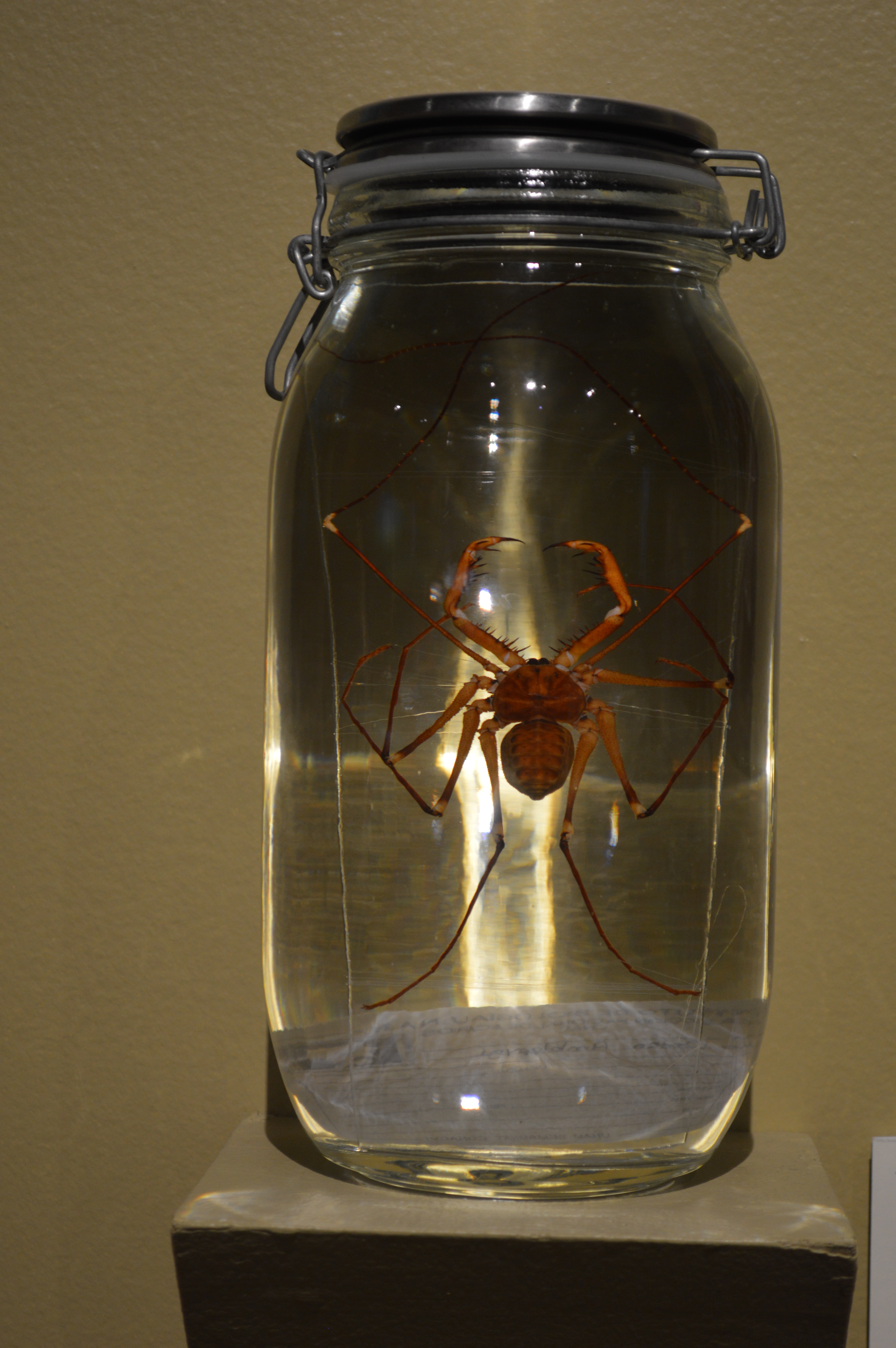
Acanthophrynus coronatus

Cette espèce est la plus grande des amblypyges, avec 45 mm de longueur.

## Publications originales
- Butler, 1873 : A monographic revision of the genus Phrynus. Annals and Magazine of Natural History, sér. 4, vol. 12, p. 117-125 (texte intégral).
- Kraepelin, 1899 : Scorpiones und Pedipalpi. Das Tierreich. Herausgegeben von der Deutschen zoologischen Gesellschaft, Berlin, p. 1-265.